# GAMESS
GAMESS – program służący do obliczeń chemicznych, główne chemiczno-kwantowych. Nazwa jest skrótem z angielskiego General Atomic and Molecular Electronic Structure System.